# Rectivena limacodiphaga
Rectivena limacodiphaga är en stekelart som först beskrevs av Roy D. Shenefelt 1969.  Rectivena limacodiphaga ingår i släktet Rectivena och familjen bracksteklar. Inga underarter finns listade i Catalogue of Life.